# Gelo XIV
Gelo XIV é a forma de prótons ordenados do gelo XII. Foi identificado em 2006. Pode ser formado pelo dopagem do gelo XII com ácido clorídrico a molaridade de 10 mM, a temperaturas abaixo de 118 K e à pressão de 1,2 GPa.